# Willem Schouten
Willem Cornelisz Schouten (Hoorn, 1567- bahía de Antogil, Madagascar, 1625) fue un marino, navegante y explorador neerlandés que junto con Jacob Le Maire realizó un viaje de exploración del océano Pacífico en el que descubrieron el cabo de Hornos. Las islas Schouten, en el norte de la isla de Nueva Irlanda (hoy Papúa Nueva Guinea) fueron bautizadas en honor suyo.

## La expedición de Le Maire (1615-16)

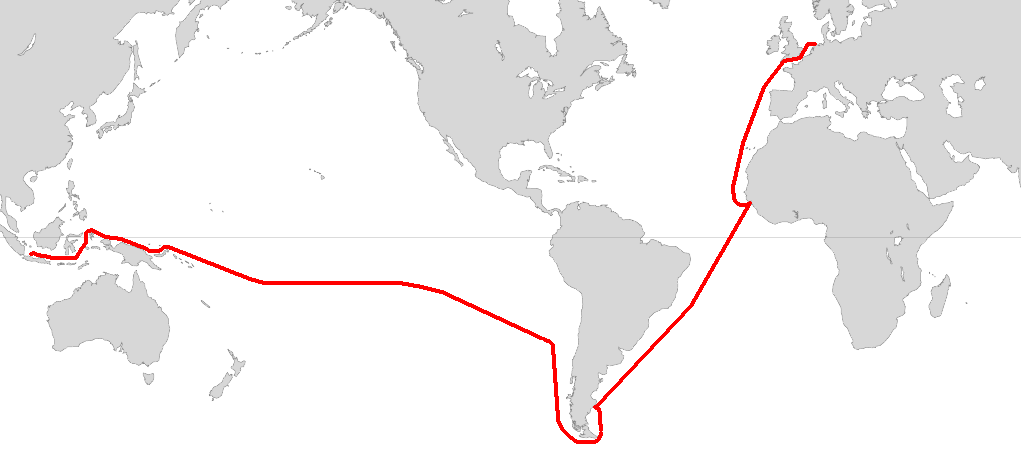
Ruta del viaje de 1615–16

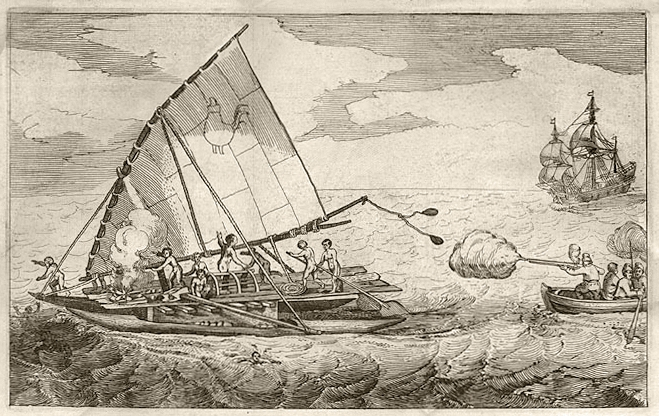
El barco De Eendraght encuentra un catamarán en 1618

Willem Schouten era un experto navegante que ya había hecho tres viajes a cargo de la Compañía Neerlandesa de las Indias Orientales (Vereenigde Oostindische Compagnie, o VOC; en neerlandés, literalmente Compañía de las Indias Orientales Unidas). Se unió a la Compañía Australiana (Australische of Zuid Compagnie), organizada en la ciudad de Hoorn, como capitán del Eendracht en una expedición que estaba al mando de Jacob Le Maire (1585-1616) y que tenía por objetivo encontrar una nueva ruta hacia el Pacífico y las islas de las Especias, que permitiera eludir las restricciones de la VOC y evitar la exclusividad que tenían sobre las rutas del estrecho de Magallanes y el cabo de Buena Esperanza y encontrar el supuesto continente austral (Terra Australis). La expedición constaba de 2 barcos, el Eendracht, comandado por el propio Willem Schouten y el (Hoorn), al mando de su hermano Jan. Partieron de Texel en junio de 1615. Perdieron el Hoorn en un incendio y, poco después, descubrieron el estrecho de Le Maire y doblaron el «cabo del Hoorn» (hoy en día cabo de Hornos), bautizado en recuerdo del barco perdido, demostrando que la Tierra del Fuego no formaba parte del supuesto continente austral. Su hermano Jan falleció poco después de escorbuto.
Cruzaron el océano Pacífico descubriendo, entre otras islas, las «islas Hoorn» (Futuna y Alofi en Wallis y Futuna), nombre de la su ciudad natal. Convenció a Le Maire para seguir la ruta por el norte de la isla de Nueva Guinea, donde arribaron a las islas Schouten. (otra ruta les hubiera llevado a parar al peligroso mar del Coral al norte de Australia).
El Eendracht navegó luego a la isla de Java y llegó a Batavia (hoy Yakarta) el 28 de octubre de 1616, con 84 de los 87 tripulantes originales de ambas naves a bordo, un hecho destacable para la época. A pesar de que había abierto una ruta desconocida, Jan Pietersz Coen, de la VOC, no les creyó y presentó una demanda por violación de su monopolio del comercio de las islas de las Especias. Le Maire y Schouten fueron detenidos y el Eendracht fue confiscado. Después de ser liberados, regresaron de Batavia a Ámsterdam en compañía de Joris van Spilbergen, que estaba realizando a su vez una circunnavegación de la Tierra, siguiendo la ruta tradicional a través del estrecho de Magallanes. Le Maire iba a bordo del buque Ámsterdam en este viaje a casa, pero murió en el camino. Los supervivientes lograron completar la 2ª circunnavegación neerlandesa.
En un quinto viaje a las Indias Neerlandesas, Schouten falleció en 1625, en Antongil, Madagascar.

## Obras de Schouten
Schouten publicó inmediatamente el relato del viaje en 1618, con gran éxito popular y múltiples reediciones y traducciones, siendo las primeras:
- Edición en neerlandés: Journal Ofte Beschryvinghe van de wonderlicke reyse, ghaedaen door Willem Cornelisz Schouten van Hoorn, inde Jaren 1615, 1616, en 1617. Hoe hy bezuyden de Strate van Magekkanes een nieuwe Passagie tot inde groote Zuyzee onteckt en voort den gheheelen Aerdkloot angheseylt, heeft. Wat Eylanden, vreemde volcken en wonderlicke avontueren hem ontmoet zijn. Ámsterdam: Willem Jansz. 1618.
- Edición en francés: Journal ou Description du marveilleux voyage de Guilliaume Schouten ...  Ámsterdam: Willem Jansz. 1618.
- Edición en inglés: THE RELATION OF a Wonderfull Voiage made by Willem Cornelison Schouten of Horne. Shewing how South from the Straights of Magelan in Terra Delfuego: he found and discovered a newe passage through the great South Seaes, and that way sayled round about the world. London: Imprinted by T.D. for Nathanaell Newbery. 1619.
- Edición en alemán: Journal, oder Beschreibung der wunderbaren Reise W. Schouten auss Hollandt, im Jahr 1615-17 ... Frankfurt am Main. 1619.
- Edición en latín: Novi Freti, a parte meridionali freti Magellanici in Magnum Mare Australe Detectio. Diarium vel descriptio laboriosissimi et molestissimi itineris, facti a Guilielmo Cornelii Schoutenio annis 1615-17... Ámsterdam: Janson. 1619.